# Bladee
Benjamin Reichwald (Estocolmo; 9 de abril de 1994), conocido por su nombre artístico Bladee, es un rapero, cantante, productor discográfico, diseñador sueco.

## Primeros años

### Juventud
Benjamin Reichwald  nació el 9 de abril de 1994  en Estocolmo, Suecia  y se crio principalmente en el área de Skanstull. Fue aquí donde, en 2004, conoció a Zak Arogundade, también conocido como Ecco2K. Los dos eran compañeros de clase y formaron una banda punk llamada Krossad (que en sueco significa 'aplastado') cuando Reichwald tenía 13 años, lo que despertó el interés de Reichwald por la música.
Después de dejar la escuela, Reichwald comenzó a dedicarse a hacer música mientras trabajaba en una guardería.

### Arte y moda
En julio de 2018, Reichwald y su compañero de Drain Gang, Ecco2K, desfilaron en el desfile de ropa masculina primavera/verano 2019 de Alyx Studio en París, por invitación de Matthew Williams. 
Durante julio y agosto de 2021, Reichwald expuso su primera colección individual de pinturas Real Spring9 en la Residence Gallery de Londres.
En septiembre de 2021, Reichwald lanzó una colección cápsula Drain Gang en colaboración con la marca de ropa estadounidense-sueca GANT.
En 2023, Reichwald colaboró con su colega artista sueco Jonas Rönnberg (Varg2™) para su primera exposición de arte, "Fucked for Life", celebrada en The Hole en Nueva York. La exposición presentó una serie de pinturas únicas, que fusionan estilos de arte tradicional y contemporáneo, creadas utilizando herramientas tradicionales y no convencionales. El proceso artístico reflejó su enfoque colaborativo en la música, y las pinturas reflejaron los momentos fugaces de la era digital. Esta aventura consolidó aún más la multifacética carrera de Bladee en la música, las artes visuales y el diseño.

## Estilo musical
Reichwald ha descrito su estilo como "doloroso", aunque dijo que, a partir de 2018, se había "convertido en una especie de ángel oscuro autotuneado". A menudo experimenta, incorporando varios géneros. Ha declarado que considera el proceso terapéutico.
En una entrevista con Reichwald, Jack Angell, un escritor musical de The Fader, describió el sonido de Reichwald como "futurismo helado" y comentó que la música de Reichwald evoca "un amplio espectro de emociones". Ha recibido atención por sus colaboraciones y presentaciones en vivo con Yung Lean.
Reichwald ha citado a Chief Keef, Lil B, The Beach Boys, Basshunter y James Ferraro como influencias en su trabajo.

## Discografía
|  | - Eversince (2016) - Red Light (2018) - Exeter (2020) - 333 (2020) - The Fool (2021) - Spiderr (2022) - Cold Visions (2024) - AvP (2016) (con Thaiboy Digital) - D&G (2017) (con Ecco2K y Thaiboy Digital) - Trash Island (2019) (con Ecco2K, Thaiboy Digital) - Good Luck (2020) (con Mechatok) - Crest (2022) (con Ecco2K) - Psykos (2024) (con Yung Lean) - Gluee (2014) - Working on Dying (2017) - Icedancer (2018) - GTBSG Compilation (2013) (con Ecco2K, Thaiboy Digital) | - Rip Bladee (2016) - Sunset in Silver City (2018) - Plastic Surgery (2017) - Exile (2018) - Vanilla Sky (2019) - Requiem (2023) - "Into Dust" (2014) - "Dragonfly" (2014) - "Destroy Me" (2017) - "Gotham City" (2017) (con Yung Lean) - "Sesame Street" (2018) - "I Chose to Be This Way" (2018) (con 16yrold) - "Red Velvet" (2019) (con Yung Lean) - "Trash Star" (2019) - "All I Want" (2019) (con Mechatok) - "Apple" (2019) - "Undergone" (2020) (con Ssaliva) - "Opium Dreams" (2020) (con Yung Lean) - "Shinie" (2021) (con Varg2) - "Amygdala" (2022) (con Ecco2k) - "Real Spring" (2023) (con Skrillex) - "Every Summer" (2023) (con Nation and Varg2) - "TL;DR" (2024) (con Ecco2K y Thaiboy Digital) |